# Blakea orientalis
Blakea orientalis är en tvåhjärtbladig växtart som beskrevs av Henry Allan Gleason. Blakea orientalis ingår i släktet Blakea och familjen Melastomataceae.
Artens utbredningsområde är Colombia. Inga underarter finns listade i Catalogue of Life.